# Unicodeblock Adlam
Der Unicodeblock Adlam (U+1E900 bis U+1E95F) enthält die Zeichen des Adlam-Alphabets, das in den 1980er-Jahren zum Schreiben von Fulfulde erfunden wurde. Es wird zu diesem Zweck neben einem erweiterten lateinischen Alphabet unter anderem in Guinea, Liberia und Nigeria verwendet.

## Tabelle
| Unicodenummer    | Zeichen (400 %) | Kategorie                   | Bidirektionale Klasse              | Offizielle Bezeichnung            | Beschreibung                              |
| ---------------- | --------------- | --------------------------- | ---------------------------------- | --------------------------------- | ----------------------------------------- |
| U+1E900 (125184) | 𞤀               | Großbuchstabe               | rechts nach links (nicht-arabisch) | ADLAM CAPITAL LETTER ALIF         | Adlam-Großbuchstabe Alif                  |
| U+1E901 (125185) | 𞤁               | Großbuchstabe               | rechts nach links (nicht-arabisch) | ADLAM CAPITAL LETTER DAALI        | Adlam-Großbuchstabe Daali                 |
| U+1E902 (125186) | 𞤂               | Großbuchstabe               | rechts nach links (nicht-arabisch) | ADLAM CAPITAL LETTER LAAM         | Adlam-Großbuchstabe Laam                  |
| U+1E903 (125187) | 𞤃               | Großbuchstabe               | rechts nach links (nicht-arabisch) | ADLAM CAPITAL LETTER MIIM         | Adlam-Großbuchstabe Miim                  |
| U+1E904 (125188) | 𞤄               | Großbuchstabe               | rechts nach links (nicht-arabisch) | ADLAM CAPITAL LETTER BA           | Adlam-Großbuchstabe Ba                    |
| U+1E905 (125189) | 𞤅               | Großbuchstabe               | rechts nach links (nicht-arabisch) | ADLAM CAPITAL LETTER SINNYIIYHE   | Adlam-Großbuchstabe Sinnyiiyhe            |
| U+1E906 (125190) | 𞤆               | Großbuchstabe               | rechts nach links (nicht-arabisch) | ADLAM CAPITAL LETTER PE           | Adlam-Großbuchstabe Pe                    |
| U+1E907 (125191) | 𞤇               | Großbuchstabe               | rechts nach links (nicht-arabisch) | ADLAM CAPITAL LETTER BHE          | Adlam-Großbuchstabe Bhe                   |
| U+1E908 (125192) | 𞤈               | Großbuchstabe               | rechts nach links (nicht-arabisch) | ADLAM CAPITAL LETTER RA           | Adlam-Großbuchstabe Ra                    |
| U+1E909 (125193) | 𞤉               | Großbuchstabe               | rechts nach links (nicht-arabisch) | ADLAM CAPITAL LETTER E            | Adlam-Großbuchstabe E                     |
| U+1E90A (125194) | 𞤊               | Großbuchstabe               | rechts nach links (nicht-arabisch) | ADLAM CAPITAL LETTER FA           | Adlam-Großbuchstabe Fa                    |
| U+1E90B (125195) | 𞤋               | Großbuchstabe               | rechts nach links (nicht-arabisch) | ADLAM CAPITAL LETTER I            | Adlam-Großbuchstabe I                     |
| U+1E90C (125196) | 𞤌               | Großbuchstabe               | rechts nach links (nicht-arabisch) | ADLAM CAPITAL LETTER O            | Adlam-Großbuchstabe O                     |
| U+1E90D (125197) | 𞤍               | Großbuchstabe               | rechts nach links (nicht-arabisch) | ADLAM CAPITAL LETTER DHA          | Adlam-Großbuchstabe Dha                   |
| U+1E90E (125198) | 𞤎               | Großbuchstabe               | rechts nach links (nicht-arabisch) | ADLAM CAPITAL LETTER YHE          | Adlam-Großbuchstabe Yhe                   |
| U+1E90F (125199) | 𞤏               | Großbuchstabe               | rechts nach links (nicht-arabisch) | ADLAM CAPITAL LETTER WAW          | Adlam-Großbuchstabe Waw                   |
| U+1E910 (125200) | 𞤐               | Großbuchstabe               | rechts nach links (nicht-arabisch) | ADLAM CAPITAL LETTER NUN          | Adlam-Großbuchstabe Nun                   |
| U+1E911 (125201) | 𞤑               | Großbuchstabe               | rechts nach links (nicht-arabisch) | ADLAM CAPITAL LETTER KAF          | Adlam-Großbuchstabe Kaf                   |
| U+1E912 (125202) | 𞤒               | Großbuchstabe               | rechts nach links (nicht-arabisch) | ADLAM CAPITAL LETTER YA           | Adlam-Großbuchstabe Ya                    |
| U+1E913 (125203) | 𞤓               | Großbuchstabe               | rechts nach links (nicht-arabisch) | ADLAM CAPITAL LETTER U            | Adlam-Großbuchstabe U                     |
| U+1E914 (125204) | 𞤔               | Großbuchstabe               | rechts nach links (nicht-arabisch) | ADLAM CAPITAL LETTER JIIM         | Adlam-Großbuchstabe Jiim                  |
| U+1E915 (125205) | 𞤕               | Großbuchstabe               | rechts nach links (nicht-arabisch) | ADLAM CAPITAL LETTER CHI          | Adlam-Großbuchstabe Chi                   |
| U+1E916 (125206) | 𞤖               | Großbuchstabe               | rechts nach links (nicht-arabisch) | ADLAM CAPITAL LETTER HA           | Adlam-Großbuchstabe Ha                    |
| U+1E917 (125207) | 𞤗               | Großbuchstabe               | rechts nach links (nicht-arabisch) | ADLAM CAPITAL LETTER QAAF         | Adlam-Großbuchstabe Qaaf                  |
| U+1E918 (125208) | 𞤘               | Großbuchstabe               | rechts nach links (nicht-arabisch) | ADLAM CAPITAL LETTER GA           | Adlam-Großbuchstabe Ga                    |
| U+1E919 (125209) | 𞤙               | Großbuchstabe               | rechts nach links (nicht-arabisch) | ADLAM CAPITAL LETTER NYA          | Adlam-Großbuchstabe Nya                   |
| U+1E91A (125210) | 𞤚               | Großbuchstabe               | rechts nach links (nicht-arabisch) | ADLAM CAPITAL LETTER TU           | Adlam-Großbuchstabe Tu                    |
| U+1E91B (125211) | 𞤛               | Großbuchstabe               | rechts nach links (nicht-arabisch) | ADLAM CAPITAL LETTER NHA          | Adlam-Großbuchstabe Nha                   |
| U+1E91C (125212) | 𞤜               | Großbuchstabe               | rechts nach links (nicht-arabisch) | ADLAM CAPITAL LETTER VA           | Adlam-Großbuchstabe Va                    |
| U+1E91D (125213) | 𞤝               | Großbuchstabe               | rechts nach links (nicht-arabisch) | ADLAM CAPITAL LETTER KHA          | Adlam-Großbuchstabe Kha                   |
| U+1E91E (125214) | 𞤞               | Großbuchstabe               | rechts nach links (nicht-arabisch) | ADLAM CAPITAL LETTER GBE          | Adlam-Großbuchstabe Gbe                   |
| U+1E91F (125215) | 𞤟               | Großbuchstabe               | rechts nach links (nicht-arabisch) | ADLAM CAPITAL LETTER ZAL          | Adlam-Großbuchstabe Zal                   |
| U+1E920 (125216) | 𞤠               | Großbuchstabe               | rechts nach links (nicht-arabisch) | ADLAM CAPITAL LETTER KPO          | Adlam-Großbuchstabe Kpo                   |
| U+1E921 (125217) | 𞤡               | Großbuchstabe               | rechts nach links (nicht-arabisch) | ADLAM CAPITAL LETTER SHA          | Adlam-Großbuchstabe Sha                   |
| U+1E922 (125218) | 𞤢               | Kleinbuchstabe              | rechts nach links (nicht-arabisch) | ADLAM SMALL LETTER ALIF           | Adlam-Kleinbuchstabe Alif                 |
| U+1E923 (125219) | 𞤣               | Kleinbuchstabe              | rechts nach links (nicht-arabisch) | ADLAM SMALL LETTER DAALI          | Adlam-Kleinbuchstabe Daali                |
| U+1E924 (125220) | 𞤤               | Kleinbuchstabe              | rechts nach links (nicht-arabisch) | ADLAM SMALL LETTER LAAM           | Adlam-Kleinbuchstabe Laam                 |
| U+1E925 (125221) | 𞤥               | Kleinbuchstabe              | rechts nach links (nicht-arabisch) | ADLAM SMALL LETTER MIIM           | Adlam-Kleinbuchstabe Miim                 |
| U+1E926 (125222) | 𞤦               | Kleinbuchstabe              | rechts nach links (nicht-arabisch) | ADLAM SMALL LETTER BA             | Adlam-Kleinbuchstabe Ba                   |
| U+1E927 (125223) | 𞤧               | Kleinbuchstabe              | rechts nach links (nicht-arabisch) | ADLAM SMALL LETTER SINNYIIYHE     | Adlam-Kleinbuchstabe Sinnyiiyhe           |
| U+1E928 (125224) | 𞤨               | Kleinbuchstabe              | rechts nach links (nicht-arabisch) | ADLAM SMALL LETTER PE             | Adlam-Kleinbuchstabe Pe                   |
| U+1E929 (125225) | 𞤩               | Kleinbuchstabe              | rechts nach links (nicht-arabisch) | ADLAM SMALL LETTER BHE            | Adlam-Kleinbuchstabe Bhe                  |
| U+1E92A (125226) | 𞤪               | Kleinbuchstabe              | rechts nach links (nicht-arabisch) | ADLAM SMALL LETTER RA             | Adlam-Kleinbuchstabe Ra                   |
| U+1E92B (125227) | 𞤫               | Kleinbuchstabe              | rechts nach links (nicht-arabisch) | ADLAM SMALL LETTER E              | Adlam-Kleinbuchstabe E                    |
| U+1E92C (125228) | 𞤬               | Kleinbuchstabe              | rechts nach links (nicht-arabisch) | ADLAM SMALL LETTER FA             | Adlam-Kleinbuchstabe Fa                   |
| U+1E92D (125229) | 𞤭               | Kleinbuchstabe              | rechts nach links (nicht-arabisch) | ADLAM SMALL LETTER I              | Adlam-Kleinbuchstabe I                    |
| U+1E92E (125230) | 𞤮               | Kleinbuchstabe              | rechts nach links (nicht-arabisch) | ADLAM SMALL LETTER O              | Adlam-Kleinbuchstabe O                    |
| U+1E92F (125231) | 𞤯               | Kleinbuchstabe              | rechts nach links (nicht-arabisch) | ADLAM SMALL LETTER DHA            | Adlam-Kleinbuchstabe Dha                  |
| U+1E930 (125232) | 𞤰               | Kleinbuchstabe              | rechts nach links (nicht-arabisch) | ADLAM SMALL LETTER YHE            | Adlam-Kleinbuchstabe Yhe                  |
| U+1E931 (125233) | 𞤱               | Kleinbuchstabe              | rechts nach links (nicht-arabisch) | ADLAM SMALL LETTER WAW            | Adlam-Kleinbuchstabe Waw                  |
| U+1E932 (125234) | 𞤲               | Kleinbuchstabe              | rechts nach links (nicht-arabisch) | ADLAM SMALL LETTER NUN            | Adlam-Kleinbuchstabe Nun                  |
| U+1E933 (125235) | 𞤳               | Kleinbuchstabe              | rechts nach links (nicht-arabisch) | ADLAM SMALL LETTER KAF            | Adlam-Kleinbuchstabe Kaf                  |
| U+1E934 (125236) | 𞤴               | Kleinbuchstabe              | rechts nach links (nicht-arabisch) | ADLAM SMALL LETTER YA             | Adlam-Kleinbuchstabe Ya                   |
| U+1E935 (125237) | 𞤵               | Kleinbuchstabe              | rechts nach links (nicht-arabisch) | ADLAM SMALL LETTER U              | Adlam-Kleinbuchstabe U                    |
| U+1E936 (125238) | 𞤶               | Kleinbuchstabe              | rechts nach links (nicht-arabisch) | ADLAM SMALL LETTER JIIM           | Adlam-Kleinbuchstabe Jiim                 |
| U+1E937 (125239) | 𞤷               | Kleinbuchstabe              | rechts nach links (nicht-arabisch) | ADLAM SMALL LETTER CHI            | Adlam-Kleinbuchstabe Chi                  |
| U+1E938 (125240) | 𞤸               | Kleinbuchstabe              | rechts nach links (nicht-arabisch) | ADLAM SMALL LETTER HA             | Adlam-Kleinbuchstabe Ha                   |
| U+1E939 (125241) | 𞤹               | Kleinbuchstabe              | rechts nach links (nicht-arabisch) | ADLAM SMALL LETTER QAAF           | Adlam-Kleinbuchstabe Qaaf                 |
| U+1E93A (125242) | 𞤺               | Kleinbuchstabe              | rechts nach links (nicht-arabisch) | ADLAM SMALL LETTER GA             | Adlam-Kleinbuchstabe Ga                   |
| U+1E93B (125243) | 𞤻               | Kleinbuchstabe              | rechts nach links (nicht-arabisch) | ADLAM SMALL LETTER NYA            | Adlam-Kleinbuchstabe Nya                  |
| U+1E93C (125244) | 𞤼               | Kleinbuchstabe              | rechts nach links (nicht-arabisch) | ADLAM SMALL LETTER TU             | Adlam-Kleinbuchstabe Tu                   |
| U+1E93D (125245) | 𞤽               | Kleinbuchstabe              | rechts nach links (nicht-arabisch) | ADLAM SMALL LETTER NHA            | Adlam-Kleinbuchstabe Nha                  |
| U+1E93E (125246) | 𞤾               | Kleinbuchstabe              | rechts nach links (nicht-arabisch) | ADLAM SMALL LETTER VA             | Adlam-Kleinbuchstabe Va                   |
| U+1E93F (125247) | 𞤿               | Kleinbuchstabe              | rechts nach links (nicht-arabisch) | ADLAM SMALL LETTER KHA            | Adlam-Kleinbuchstabe Kha                  |
| U+1E940 (125248) | 𞥀               | Kleinbuchstabe              | rechts nach links (nicht-arabisch) | ADLAM SMALL LETTER GBE            | Adlam-Kleinbuchstabe Gbe                  |
| U+1E941 (125249) | 𞥁               | Kleinbuchstabe              | rechts nach links (nicht-arabisch) | ADLAM SMALL LETTER ZAL            | Adlam-Kleinbuchstabe Zal                  |
| U+1E942 (125250) | 𞥂               | Kleinbuchstabe              | rechts nach links (nicht-arabisch) | ADLAM SMALL LETTER KPO            | Adlam-Kleinbuchstabe Kpo                  |
| U+1E943 (125251) | 𞥃               | Kleinbuchstabe              | rechts nach links (nicht-arabisch) | ADLAM SMALL LETTER SHA            | Adlam-Kleinbuchstabe Sha                  |
| U+1E944 (125252) | 𞥄                | Markierung ohne Extrabreite | Markierung ohne Extrabreite        | ADLAM ALIF LENGTHENER             | Adlam-Aliflängenzeichen                   |
| U+1E945 (125253) | 𞥅                | Markierung ohne Extrabreite | Markierung ohne Extrabreite        | ADLAM VOWEL LENGTHENER            | Adlam-Vokallängenzeichen                  |
| U+1E946 (125254) | 𞥆                | Markierung ohne Extrabreite | Markierung ohne Extrabreite        | ADLAM GEMINATION MARK             | Adlam-Geminationszeichen                  |
| U+1E947 (125255) | 𞥇                | Markierung ohne Extrabreite | Markierung ohne Extrabreite        | ADLAM HAMZA                       | Adlam-Hamza                               |
| U+1E948 (125256) | 𞥈                | Markierung ohne Extrabreite | Markierung ohne Extrabreite        | ADLAM CONSONANT MODIFIER          | Adlam-Konsonantenmodifizierer             |
| U+1E949 (125257) | 𞥉                | Markierung ohne Extrabreite | Markierung ohne Extrabreite        | ADLAM GEMINATE CONSONANT MODIFIER | Geminierter Adlam-Konsonantenmodifizierer |
| U+1E94A (125258) | 𞥊                | Markierung ohne Extrabreite | Markierung ohne Extrabreite        | ADLAM NUKTA                       | Adlam-Nukta                               |
| U+1E94B (125259) | 𞥋               | modifizierender Buchstabe   | rechts nach links (nicht-arabisch) | ADLAM NASALIZATION MARK           | Adlam-Nasalierungszeichen                 |
| U+1E950 (125264) | 𞥐               | Dezimalziffer               | rechts nach links (nicht-arabisch) | ADLAM DIGIT ZERO                  | Adlam-Ziffer Null                         |
| U+1E951 (125265) | 𞥑               | Dezimalziffer               | rechts nach links (nicht-arabisch) | ADLAM DIGIT ONE                   | Adlam-Ziffer Eins                         |
| U+1E952 (125266) | 𞥒               | Dezimalziffer               | rechts nach links (nicht-arabisch) | ADLAM DIGIT TWO                   | Adlam-Ziffer Zwei                         |
| U+1E953 (125267) | 𞥓               | Dezimalziffer               | rechts nach links (nicht-arabisch) | ADLAM DIGIT THREE                 | Adlam-Ziffer Drei                         |
| U+1E954 (125268) | 𞥔               | Dezimalziffer               | rechts nach links (nicht-arabisch) | ADLAM DIGIT FOUR                  | Adlam-Ziffer Vier                         |
| U+1E955 (125269) | 𞥕               | Dezimalziffer               | rechts nach links (nicht-arabisch) | ADLAM DIGIT FIVE                  | Adlam-Ziffer Fünf                         |
| U+1E956 (125270) | 𞥖               | Dezimalziffer               | rechts nach links (nicht-arabisch) | ADLAM DIGIT SIX                   | Adlam-Ziffer Sechs                        |
| U+1E957 (125271) | 𞥗               | Dezimalziffer               | rechts nach links (nicht-arabisch) | ADLAM DIGIT SEVEN                 | Adlam-Ziffer Sieben                       |
| U+1E958 (125272) | 𞥘               | Dezimalziffer               | rechts nach links (nicht-arabisch) | ADLAM DIGIT EIGHT                 | Adlam-Ziffer Acht                         |
| U+1E959 (125273) | 𞥙               | Dezimalziffer               | rechts nach links (nicht-arabisch) | ADLAM DIGIT NINE                  | Adlam-Ziffer Neun                         |
| U+1E95E (125278) | 𞥞               | andere Interpunktion        | rechts nach links (nicht-arabisch) | ADLAM INITIAL EXCLAMATION MARK    | Initiales Adlam-Ausrufezeichen            |
| U+1E95F (125279) | 𞥟               | andere Interpunktion        | rechts nach links (nicht-arabisch) | ADLAM INITIAL QUESTION MARK       | Initiales Adlam-Fragezeichen              |